# LC Brühl Handball
Der LC Brühl Handball ist ein Schweizer Frauen-Handballverein aus St. Gallen. Mit 34 Meister- und 12 Cuptiteln ist der LC Brühl Handball der erfolgreichste Frauen-Handballverein der Schweiz. Er spielt in der Sportanlage Kreuzbleiche in St. Gallen, die ein Fassungsvermögen von rund 3'500 Sitzplätzen hat.
Der LC Brühl Handball verfügt über Nachwuchsteams aller Altersgruppen, von U9 (unter 9 Jahren) bis zu U18, gefördert wird sowohl der Leistungs- als auch der Breitensport. Auch die Nachwuchsteams des LC Brühl Handball erlangten mehrere Schweizer Meistertitel.

## Geschichte
1952 entstand aus dem LAS Brühl der DHC St. Gallen. Mit dabei war die bekannte Leichtathletin Fry Frischknecht. Später wurde die Mannschaft in LC Brühl umbenannt. Paul Wanner, ein ehemaliger internationaler Schiedsrichter, war der erste Trainer der St. Gallerinnen. Zwischen 1952 und 1979 hatte Paul Spiess das Traineramt inne. 1957 nahm der LC Brühl an der ersten  Kleinfeldmeisterschaft teil. Das Team belegte hinter dem DHC Zürich den zweiten Platz. Die zweite Austragung wurden erst 1969 als inoffizielle Kleinfeldmeisterschaft ausgetragen. Danach gab es zwei reguläre Meisterschaften und 4 Cupsaisons. Alle Austragungen zwischen 1969 und 1975 gewannen die Brühlerinnen. Im Hallenhandball nahmen sie ebenfalls an der ersten inoffiziellen Meisterschaft 1968/69 teil und gewannen sie wie auch die folgenden 11 regulären Meisterschaften. Zwischen 1981/81 und 1985/1986 konnten sie keine Titel erringen. Danach gewannen sie zum zweiten Mal 11 Titel in Folge (1986/87 bis 1996/97). Seit der Jahrtausendwende konnten sie 12 Meisterschaften, 12 Cups und 5 SuperCups gewinnen.

## Erfolge
- 34-facher Schweizer Meister (2 × 11 Titel in Folge)
- 12-facher Schweizer Cupsieger
- 5-facher SuperCupsieger
- 29 Teilnahmen am Europacup (1989 im Halbfinal, 2006 im Viertelfinal)
- Diverse Schweizer Meistertitel im Nachwuchsbereich

## Ehemalige Spielerinnen
|                        |                         |                |
| Schweiz                | Desirée Bochsler-Müller | Flügel links   |
| Schweiz                | Josy Beer               | Flügel links   |
| Schweiz                | Petra Diener            | Torhüterin     |
| Vereinigtes Königreich | Kathryn Fudge           | Rückraum links |
| Schweiz                | Sara Hämmerli           | Torhüterin     |
| Schweiz                | Sonja Heule             | Rückraum       |
| Schweiz                | Marilene Holzhauser     | Kreis          |
| Schweiz                | Vroni Keller            | Rückraum       |
| Schweiz                | Yvonne Rey              | Flügel rechts  |
| Schweiz                | Katja Rombach           | Rückraum Mitte |
| Schweiz                | Esther Rüthemann        | Rückraum       |
| Schweiz                | Linda Walser            | Torhüterin     |

## Rückblick 1968–2025
| Saison  | Nationalliga A                  | Schweizer Cup * | Europacup                    | Trainer/in                      |
| ------- | ------------------------------- | --------------- | ---------------------------- | ------------------------------- |
| 1968/69 | Inoffizieller Schweizer Meister | –               | –                            | Paul Spiess                     |
| 1969/70 | Schweizer Meister               | –               | –                            | Paul Spiess                     |
| 1970/71 | Schweizer Meister               | –               | Vorrunde                     | Paul Spiess                     |
| 1971/72 | Schweizer Meister               | –               | –                            | Paul Spiess                     |
| 1972/73 | Schweizer Meister               | –               | –                            | Paul Spiess                     |
| 1973/74 | Schweizer Meister               | –               | Achtelfinal                  | Paul Spiess                     |
| 1974/75 | Schweizer Meister               | –               | –                            | Paul Spiess                     |
| 1975/76 | Schweizer Meister               | –               | –                            | Paul Spiess                     |
| 1976/77 | Schweizer Meister               | –               | Achtelfinal                  | Paul Spiess                     |
| 1977/78 | Schweizer Meister               | –               | –                            | Paul Spiess                     |
| 1978/79 | Schweizer Meister               | –               | –                            | Christa Bernecker & Paul Spiess |
| 1979/80 | Schweizer Meister               | –               | –                            | Christa Bernecker               |
| 1980/81 | 2. Rang                         | –               | Achtelfinal                  |                                 |
| 1981/82 | 3. Rang                         | –               | –                            |                                 |
| 1982/83 | 4. Rang                         | –               | –                            |                                 |
| 1983/84 | 4. Rang                         | –               | –                            |                                 |
| 1984/85 | 4. Rang                         | –               | –                            |                                 |
| 1985/86 | 2. Rang                         | –               | –                            |                                 |
| 1986/87 | Schweizer Meister               | –               | Achtelfinal Cupsieger-Cup    | Markus Zöllig                   |
| 1987/88 | Schweizer Meister               | –               | 1. Runde                     | Markus Zöllig                   |
| 1988/89 | Schweizer Meister               | –               | 1. Runde                     | Markus Zöllig                   |
| 1989/90 | Schweizer Meister               | –               | Halbfinal                    | Alex Bruggmann                  |
| 1990/91 | Schweizer Meister               | –               | Achtelfinal                  | Alex Bruggmann                  |
| 1991/92 | Schweizer Meister               | –               | Achtelfinal                  | Alex Bruggmann                  |
| 1992/93 | Schweizer Meister               | –               | Achtelfinal                  | Alex Bruggmann                  |
| 1993/94 | Schweizer Meister               | –               | 1. Runde                     | Alex Bruggmann                  |
| 1994/95 | Schweizer Meister               | –               | 1. Runde                     | Maura Graglia                   |
| 1995/96 | Schweizer Meister               | –               | 1. Runde                     | Maura Graglia                   |
| 1996/97 | Schweizer Meister               | –               | 1. Runde                     | Maura Graglia                   |
| 1997/98 | 2. Rang                         | –               | 1. Runde                     | Maura Graglia                   |
| 1998/99 | 2. Rang                         | –               | 2. Runde                     | Maura Graglia                   |
| 1999/00 | 4. Rang                         | –               | 2. Runde                     | Josy Beer                       |
| 2000/01 | 3. Rang                         | –               | Verzicht                     | Zoltán Balogh                   |
| 2001/02 | Schweizer Meister               | Cupsieger       | 2. Runde                     | Zoltán Balogh                   |
| 2002/03 | Schweizer Meister               | Cupsieger       | 2. Runde                     | Zoltán Balogh                   |
| 2003/04 | 2. Rang                         | Cupsieger       | 3. Runde EHF-Cup             | Vroni Keller                    |
| 2004/05 | 4. Rang                         | Viertelfinal    | 1. Runde Cupsieger-Cup       | Vroni Keller                    |
| 2005/06 | 3. Rang                         | Cupsieger       | 1/4-Final Challenge-Cup      | Vroni Keller                    |
| 2006/07 | Schweizer Meister               | Achtelfinal     | 3. Runde Cupsieger-Cup       | Vroni Keller                    |
| 2007/08 | Schweizer Meister               | Cupsieger       | 3. Runde EHF-Cup             | Vroni Keller                    |
| 2008/09 | Schweizer Meister               | Cupsieger       | 3. Runde EHF-Cup             | Vroni Keller                    |
| 2009/10 | 3. Rang                         | Cupsieger       | 3. Runde EHF-Cup             | Vroni Keller                    |
| 2010/11 | Schweizer Meister               | Finalist        | 2. Runde Cupsieger-Cup       | Vroni Keller                    |
| 2011/12 | Schweizer Meister               | Cupsieger       | 2. Runde Cupsieger-Cup       | Vroni Keller                    |
| 2012/13 | 2. Rang                         | Halbfinal       | 2. Runde Cupsieger-Cup       | Vroni Keller                    |
| 2013/14 | 3. Rang                         | Achtelfinal     | 1. Runde EHF-Cup             | Vroni Keller                    |
| 2014/15 | 3. Rang                         | Halbfinal       | 2. Runde EHF-Cup             | Vroni Keller                    |
| 2015/16 | 2. Rang                         | Cupsieger       | 2. Runde EHF-Cup             | Werner Bösch                    |
| 2016/17 | Schweizer Meister               | Cupsieger       | 1. Runde EHF-Cup             | Werner Bösch                    |
| 2017/18 | 2. Rang                         | Finalist        | 2. Runde EHF-Cup             | Werner Bösch                    |
| 2018/19 | Schweizer Meister               | Halbfinal       | 1. Runde EHF-Cup             | Rolf Erdin                      |
| 2019/20 | Saison abgebrochen              | Achtelfinal     | 1. Runde EHF-Cup             | Rolf Erdin / Vroni Keller       |
| 2020/21 | 2. Rang                         | Halbfinal       |                              | Nicolaj Andersson               |
| 2021/22 | 3. Rang                         | Halbfinal       |                              | Nicolaj Andersson               |
| 2022/23 | Schweizer Meister               | Cupsieger       | 3. Runde EHF European League | Nicolaj Andersson / Rolf Erdin  |
| 2023/24 | Schweizer Meister               | Cupsieger       |                              | Raphael Kramer                  |
| 2024/25 | Schweizer Meister               | Viertelfinal    |                              | Raphael Kramer                  |